# Miraíma
Miraíma är en kommun i Brasilien.   Den ligger i delstaten Ceará, i den östra delen av landet, 1 600 km nordost om huvudstaden Brasília. Antalet invånare är 12 800.
Omgivningarna runt Miraíma är huvudsakligen savann. Runt Miraíma är det glesbefolkat, med 19 invånare per kvadratkilometer.